# بورگتو دی وارا
بورگتو دی وارا (به ایتالیایی: Borghetto di Vara) یک کومونه در ایتالیا است که در استان لا اسپتزیا واقع شده‌است.

## خصوصیات
بورگتو دی وارا ۲۷٫۳ کیلومترمربع مساحت و ۹۹۸ نفر جمعیت دارد و ۱۰۴ متر بالاتر از سطح دریا واقع شده‌است.

## خواهرخوانده
شهر Schneckenlohe خواهرخواندهٔ بورگتو دی وارا هست.